# Śnice (województwo mazowieckie)
Śnice – wieś w Polsce położona w województwie mazowieckim, w powiecie węgrowskim, w gminie Liw. Ma status sołectwa.
Wierni Kościoła rzymskokatolickiego należą do parafii Podwyższenia Krzyża Świętego w Wyszkowie.
| SIMC    | Nazwa  | Rodzaj    |
| ------- | ------ | --------- |
| 0678140 | Nowiny | część wsi |

W latach 1975–1998 miejscowość administracyjnie należała do województwa siedleckiego.